# 글로씨 인터넷
글로씨 인터넷(Glosse internet)은 Internet Explorer를 기반한 대한민국의 인터넷 사이트 접속 프로그램이다. 한글만으로도 대한민국 외의 사이트에서 검색된 결과를 찾을 수 있다.